# Forever (Papa Roach)
Forever è una canzone dei Papa Roach, estratta come singolo dal loro quinto album in studio The Paramour Sessions del 2006.

## Tracce
1. Forever (Album Version) - 4:06
2. Forever (Edited Version) - 4:06

## Classifiche
| Classifica (2007)                     | Posizione |
| ------------------------------------- | --------- |
| U.S. Billboard Hot 100                | 55        |
| U.S. Billboard Pop 100                | 51        |
| U.S. Billboard Modern Rock Tracks     | 2         |
| U.S. Billboard Mainstream Rock Tracks | 2         |
| U.S. Billboard Hot Digital Songs      | 53        |

## Formazione
- Jacoby Shaddix - voce
- Jerry Horton - chitarra
- Tobin Esperance - basso
- Dave Buckner - batteria